# ブリッツ (駆逐艦)

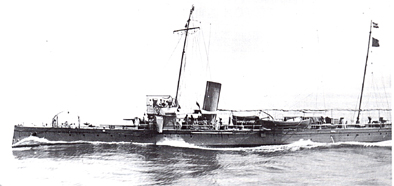
ブリッツ

ブリッツ (SMS Blitz) はオーストリア＝ハンガリー帝国海軍の駆逐艦ないし水雷砲艦。
「メテオール」に続き、船体を約2メートル伸ばし、かぶる海水の量の減らすため前甲板を少し高くまた幅を広くした艦が2隻発注された。その一隻が「ブリッツ」で、もう一隻は「コメート」である。
長さ60.68メートル、幅7.42メートル、設計排水量360トン、満載排水量420トンであった。マストは「メテオール」が3本なのに対し、2本であった。機関は3段膨張蒸気機関1基で出力2900馬力。速度は最初の試験では20.4ノットと21.5ノットを、スクリュー径を増すなどの改正がなされた後では21.7ノットを記録している。
兵装は44口径47mm砲2門、33口径47mm砲7門と魚雷発射管1門。1903年に最後尾の33口径47mm砲が魚雷発射管に換装され、47mm砲8門と35cm魚雷発射管2門となっている。
エルビングのシーシャウ社で建造。1888年2月23日起工。1888年7月7日進水。1888年10月22日竣工。
1897年、クレタ島封鎖に参加。第一次世界大戦中の1914年11月29日、「ブリッツ」は駆逐艦「ウラーン」などと共にコトル湾に侵入したフランス潜水艦「Cugnot」を追いかけた。戦後の1920年にイタリアに引き渡され、その後解体された。